# Ninox squamipila
Coruja-gavião-de-ceram ou mocho-de-seram (Ninox squamipila) é uma espécie de ave estrigiforme pertencente à família Strigidae.